# Sırapyon Manas
Sırapyon Manas  (* 1837; † unbekannt) war ein armenischer Theaterregisseur, Übersetzer, Autor und Schauspieler. Er hat als erster osmanischer Armenier Musiktheater geschrieben und aufgeführt.
Nach Hagop Baronian (1843–1891), einem Theaterautor, gründete Sırapyon Manas in Konstantinopel ein französisches Theater und inszenierte dort sieben Jahre lang. Später arbeitete er an den Bühnen von Kairo. In Paris leitete er ohne Erfolg das Théâtre Dejazet.  1874 kehrte er nach Konstantinopel zurück und inszenierte erneut an einem französischen Theater und wurde Direktor am Palais de Cristal Tiyatro. 1886 inszenierte er am Yeni Tiyatro, das sich an der Stelle des heutigen Tokatlıyan Han befand.  Zu seinen Bühnenwerken zählten armenische Vaudevilles von Rumpelstilzchen und Pamela, La vie à Milan und eine Adaptation von Angelo, tyran de Padoue von Victor Hugo.
| Personendaten    | Personendaten                                                    |
| ---------------- | ---------------------------------------------------------------- |
| NAME             | Manas, Sırapyon                                                  |
| KURZBESCHREIBUNG | armenischer Theaterregisseur, Übersetzer, Autor und Schauspieler |
| GEBURTSDATUM     | 1837                                                             |
| STERBEDATUM      | nach 1886                                                        |